# پیمبور

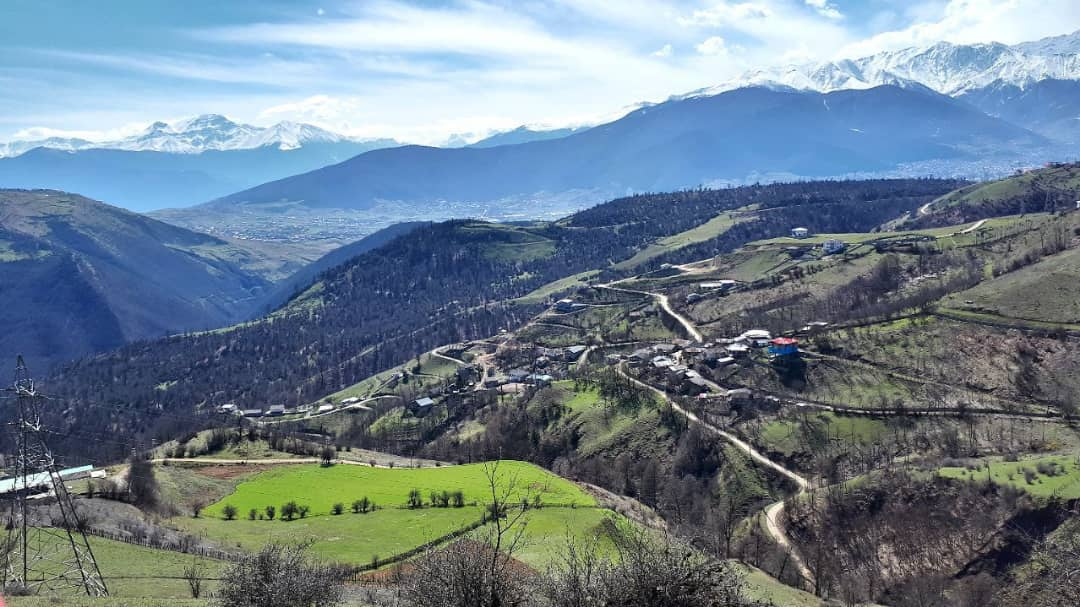
روستای زیبای پیمبور

پیمبور (به انگلیسی: Peyambur)، روستایی است از توابع بخش مرکزی شهرستان کلاردشت در استان مازندران ایران. این روستا در یک منطقه کاملاً کوهستانی سرسبز است که جنگل آن منحصر بفرد و منطقه ای بکر محسوب می‌شود.

## جاذبه تاریخی
1. مسجد حضرت زینب روستای پیمبور
2. مرداب دریوک
3. مسجد بصیرت

## جمعیت
این روستا در دهستان کلاردشت غربی قرار دارد و براساس سرشماری مرکز آمار ایران در سال ۱۳۹۵، جمعیت آن ۱۸۵ نفر (۶۳خانوار) بوده‌است. مردم بومی پیمبور از قومیت طبری هستند. مردم بومی پیمبور به زبان طبری و گویش کلارستاقی سخن می‌گویند. مهاجرین این روستا به زبان ترکی سخن می‌گویند.